# Alfredo Costa
Alfredo Costa (fl. XX secolo) è stato un imprenditore e dirigente sportivo italiano.

## Carriera

### Imprenditore
Costa era un imprenditore nell'ambito delle forniture navali.

### Dirigente sportivo
Sostituì alla guida della società rossoblu il generale della MVSN Alessandro Tarabini che durante la sua breve gestione assistette alla retrocessione per la prima volta tra i cadetti del sodalizio genovese.
Costa per riportare il Genova 1893 in massima serie rivoluzionò la rosa, cedendo tra gli altri Stabile, Mazzoni, Amoretti e Orlandini sostituendoli con il rientrante Bacigalupo, Vignolini e Dusi ed ingaggiando come allenatore Vittorio Faroppa. 
Nonostante l'esonero di Faroppa che venne sostituito dalla vecchia gloria Renzo De Vecchi, il Genova 1893 vinse il proprio girone della Serie B 1934-1935 e conquistò la Coppa del Presidente che assegnava il titolo di campione dei cadetti.
Per affrontare la stagione seguente Costa ingaggiò tra gli altri Emanuel Fillola e Paolo Agosteo. Per i suoi problemi di salute è però costretto ad abbandonare la carica di presidente nel marzo del 1936, venendo sostituito da Juan Culiolo, già membro del direttivo.